# Benoit Carteron
Claude-Marie Benoit Carteron, né le 21 février 1908 à Saint-Symphorien-sur-Coise (Rhône) et mort le 13 décembre 1996 dans la même commune, est un homme politique français. Il est président du conseil général du Rhône de 1957 à 1979.

## Biographie
Après des études au petit séminaire de Saint-Jean à Lyon, de 1922 à 1926, il fonde à Saint-Symphorien-sur-Coise l'entreprise salaisonnière « Saucissons du lyonnais - Benoit Carteron & Cie ». Le saucisson est une spécialité alimentaire locale. Parallèlement à ses activités professionnelles, il s'implique dans la vie associative et militante par, entre autres, la création d'un cercles d'études et d'une section locale du Parti démocrate populaire en 1931, la promotion du catholicisme social et du mutualisme, et devient président fondateur du club sportif pelaud en 1933.
Le 5 mai 1935, il se présente, sans succès, aux élections municipales de Saint-Symphorien-sur-Coise contre le conseil sortant. Avec son ami Benoit Villard, ils créent la liste de défense ouvrière. Lors des élections sénatoriales de la même année, ils rencontrent Laurent Bonnevay lors d'un rassemblement des forces centristes sur le département.
Mobilisé en 1939 sur la base d'Aulnat-Sud, il intègre à son retour en 1941 le conseil municipal nommé par le préfet, avant d'en démissionner par protestation envers la politique du gouvernement de Pétain. Il entre alors en Résistance comme interlocuteur politique du chef du maquis local, Bertrand, tout en étant en lien avec les réseaux lyonnais, celui de Témoignage chrétien notamment.
Benoit Carteron, à la libération en 1944, est membre des conseils municipaux successifs installés par le comité local de Libération. Il est aussi nommé pour représenter le canton auprès de l'assemblée départementale. Il est élu premier adjoint au maire de Saint-Symphorien-sur-Coise le 18 mai 1945 et conseiller général du Rhône le 23 septembre suivant ; il devient ainsi le benjamin de l'assemblée départementale.
Réélu conseiller général en 1951, sous l'étiquette Républicain indépendant — il n'est membre d'aucun parti politique depuis la Seconde Guerre mondiale —, il démissionne du conseil municipal et préside la commission départementale du conseil général, dont il était membre depuis 1945. Son mentor, Laurent Bonnevay, prend alors la tête du conseil général qu'il préside jusqu'à sa mort en 1957. Benoit Carteron est alors élu pour lui succéder. Réélu de manière interrompue jusqu'à sa démission de la présidence en 1979 et de son siège de conseiller général en 1982, il obtient à chaque scrutin de véritables plébiscites (entre 80 et 90 % des suffrages en moyenne).
Benoit Carteron est aussi président de la Société d'équipement de la région lyonnaise (SERL), de 1965 à 1985.